# Paul Bosvelt
Paul Bosvelt (26 de març de 1970) és un futbolista neerlandès retirat. Va jugar amb el Go Ahead Eagles i l'FC Twente abans de fitxar per un club punter, el Feyenoord, el 1997.

## Trajectòria esportiva
Bosvelt es va guanyar una bona reputació com a mig centre amb jerarquia a de Kuip, disputant 167 partits amb el Feyenoord i portant-lo a guanyar l'Eredivisie el 1999 i també la Copa de la UEFA. El 2003, Bosvelt va fitxar pel Manchester City, on va tenir un paper important. De tota manera, després d'un parell de temporades, va retornar als Països Baixos, i fitxà pel SC Heerenveen.

## Carrera internacional
Bosvelt va disputar 24 partits com a internacional amb la selecció neerlandesa. Va disputar l'Eurocopa 2000 i l'Eurocopa 2004. A l'Eurocopa del 2000, l'equip va arribar a les semifinals, però Bosvelt hi va fallar un penal i finalment els neerlandesos varen perdre per 3–1 contra Itàlia. Després de l'Eurocopa de 2004 va decidir retirar-se de la selecció.

## Retirada
Bosvelt es va retirar del futbol el 13 de maig de 2007, després d'una derrota per 4–0 contra l'Ajax. Va jugar un total de 470 partits entre l'Eredivisie i l'Eerste Divisie.

## Palmarès

### Club
- Feyenoord
  - Eredivisie: 1999
  - Supercopa neerlandesa: 2000
  - Copa de la UEFA: 2002